# Inno nazionale della Colombia
L'inno nazionale della Colombia è anche noto dal primo verso come ¡O, gloria inmarcesible!
Il testo dell'inno, in versi settenari, è stato scritto dal presidente Rafael Núñez mentre la musica è stata composta da Oreste Sindici, musicista italiano nativo di Ceccano emigrato in Colombia a metà ottocento.
È stato suonato per la prima volta nel 1887 ed è stato adottato ufficialmente nel 1920.

## Testo
Ritornello
¡Oh gloria inmarcesible!

¡Oh júbilo inmortal!

En surcos de dolores

el bien germina ya.
O gloria immarcescibile!

O giubilo immortal!

Nei solchi del dolore

Il ben germina già.
I

Cesó la horrible noche,

La libertad sublime

Derrama las auroras

De su invencible luz.

La humanidad entera,

Que entre cadenas gime

Comprende las palabras

Del que murió en la cruz.
Cessò l'orribil notte,

La libertà sublime

Cosparge l'aurora

Di sua invincibil luce.

L'umanità intera,

Che tra catene geme

Intende la parola

Di chi morì in croce.
¡Oh gloria inmarcesible!
... Testo in Wikisource